# Production +h.
Production +h. Inc. (プロダクション・プラスエイチ Kabushiki-gaisha Purodakushon Purasu Eichi?), es un estudio de animación japonés fundado en 2020. Es miembro asociado de The Association of Japanese Animations.

## Historia
Fue establecido el 17 de julio de 2020 por Fuminori Honda, quien fue productor de Production I.G y Signal.MD bajo el paraguas de IG Port, para producir la animación original Chikyūgai Shōnen Shōjo dirigida por Mitsuo Iso. Originalmente, fue un trabajo en el que participaría en la planificación mientras estaba en Signal.MD, pero la producción fue difícil debido a que no se cumplieron varias condiciones. Por lo tanto, Honda, que quería completar este trabajo con Iso por todos los medios, se independizó con el apoyo de Mitsuhisa Ishikawa, presidente de Production I.G, y la presentación de inversionistas, y lo estableció mientras asumía una deuda. El estudio se instaló en el lugar de Studio iG, un espacio de alquiler de casas operado por Production I.G.
El origen del nombre de la empresa y el logotipo de la empresa es "英知の結集 (Colección de sabiduría)". A partir de ahí, se convirtió en "hの結晶 (=プラスh)" . Además, el logotipo expresa las seis “h” (hope=希望, humor=ユーモア, humanity=人間性, heat=興奮, honesty=誠実, happiness=幸福), que tiene el significado de entregar a personas de todo el mundo.

## Obras

### Películas
| Año  | Título                                 | Director          | Duración | Notas                                                    | Refs. |
| ---- | -------------------------------------- | ----------------- | -------- | -------------------------------------------------------- | ----- |
| 2024 | Dead Dead Demon's Dededede Destruction | Tomoyuki Kurokawa | 120m     | Adaptación del manga escrito e ilustrado por Inio Asano. | [ 7 ] |

### ONAs
| Año  | Título                 | Director          | Fecha de primera transmisión | Fecha de última transmisión | Eps. | Notas              | Refs.         |
| ---- | ---------------------- | ----------------- | ---------------------------- | --------------------------- | ---- | ------------------ | ------------- |
| 2022 | Chikyūgai Shōnen Shōjo | Mitsuo Iso        | 28 de enero de 2022          | 28 de enero de 2022         | 6    | Historia original. | [ 8 ] [ 9 ]   |
| 2022 | Uchuu Camper Chicchi   | Masatsugu Arakawa | 30 de marzo de 2022          | 30 de marzo de 2022         | 1    | Historia original. | [ 10 ] [ 11 ] |

### Como colaborador
- Yūkoku no Moriarty Part 2 (producción principal: Production I.G; Segunda animación clave (ep. 13), 2021)[12]
- Spy × Family (producción principal: Wit Studio & CloverWorks; Animación intermedia (eps. 5, 7), 2022)[13]
- Fūfu Ijō, Koibito Miman. (producción principal: studio MOTHER; Segunda animación clave (ep. 2), animación clave (ep. 7), 2022)[14]